# 大西葵
大西 葵（おおにし あおい、1994年7月13日 - ）は、千葉県我孫子市出身の日本の女子プロゴルファーである。
所属はYKK AP。実兄は、青木瀬令奈のコーチを務める大西翔太。夫はプロゴルファー・伊藤有志。

## 経歴
父親の影響で9歳からゴルフを始める。
アマチュア時代の主な成績として、2009年「千葉県ジュニアゴルフ選手権競技」（中学生女子の部）優勝、2011年「関東高等学校ゴルフ選手権冬季大会」（高校女子の部）優勝等がある。
2014年に2回目の挑戦で、日本女子プロゴルフ協会（LPGA）最終プロテストに9位タイで合格。LPGA86期生となる。
2015年シーズンからQTランキング上位者の資格で、主にLPGAツアーに参戦。
2017年よりYKK AP所属となる。
QTランキング4位でLPGAツアー前半戦の出場資格を得た2019年は、その後「第1回リランキング」35位と同ツアーの中盤戦も出場資格を得た。同年9月に行われた同ツアー公式戦「日本女子プロゴルフ選手権大会コニカミノルタ杯」で自身最高位となる2位タイとなる。さらに「第2回リランキング」11位となり終盤戦までの出場資格を得た。最終的に賞金ランク43位となり自身初のシード入りを果たした。
2021年1月、男子プロゴルファーの伊藤有志と結婚。同年5月に妊娠と一旦ツアーを離れて産休することを自身のインスタグラムで発表。